# Maria Rantho
Maria Rantho (1953 - 12 juillet 2002) est une militante sud-africaine des droits des personnes handicapées et une femme politique. Elle est la première personne en fauteuil roulant élue à l’Assemblée nationale d’Afrique du Sud.

## Carrière
Rantho travaille comme infirmière après une blessure à la colonne vertébrale dans un accident de voiture. Elle utilise ensuite un fauteuil roulant. Elle cofonde et préside Disabled People South Africa œuvrant pour la formation du Programme de développement des femmes handicapées. Elle  devient membre de la Ligue des femmes du Congrès national africain. Dans la restructuration de l’Afrique du Sud après l’apartheid, elle est responsable du bureau des personnes handicapées au bureau du vice-président.
En 1994, Rantho est élue à l’Assemblée nationale d’Afrique du Sud, devenant le premier membre handicapé de cet organe.  Elle fait partie de l’équipe ayant rédigé la politique sur le handicap adoptée par le gouvernement sud-africain en 1997.  Elle quitte le Parlement en 1998 et travaille à la Commission de la fonction publique, jusqu’à sa mort.
Elle est vice-présidente de l’Internationale des personnes handicapées et, à ce titre, fait une présentation à la quatrième Conférence mondiale des Nations Unies sur les femmes, qui s’est tenue à Pékin en 1995 :
« Un handicap peut être enduré, mais l’absence de droits humains, la marginalisation et l’exclusion, la privation de l’égalité des chances et la discrimination institutionnelle auxquelles les filles et les femmes handicapées sont confrontées ne peuvent être tolérées et ne peuvent plus être tolérées ».

## Décès et hommage
Rantho meurt en 2002, à Pretorialaissant derrière elle un fils, Mpho.
La clinique Maria Rantho, située dans le township de Soshanguve, près de Pretoria, porte le nom de Rantho et se concentre sur le traitement du VIH/sida, la santé mentale, la nutrition et la planification familiale.
La cinéaste Shelley Barry termine son film « Taxi Wars » (2007) par une dédicace à Rantho : « Dédié à l’esprit de l’activiste sud-africaine Maria Rantho et à tous les camarades qui roulent encore sur la terre en poursuivant leur combat pour notre libération. »

## Note et Références

### Note
- (en) Cet article est partiellement ou en totalité issu de l’article de Wikipédia en anglais intitulé « Maria Rantho » (voir la liste des auteurs).